# Гільці
Гільці́ — село в Україні, у Чорнухинській селищній громаді Лубенського району Полтавської області. Населення — 904 особи. До 2018 орган місцевого самоврядування — Гільцівська сільська рада. До її складу входило також село Нова Петрівщина.

## Географія
Село Гільці знаходиться на березі річки Артополот, на відстані 2 км від села Богданівка. Навколо села протікає кілька пересихаючих струмків з загатами.

## Історія
Перші історичні згадки про село відносяться до 16 століття. Першими жителями села Гільці були декілька козаків-біженців з правобережної України зі своїми сім'ями. За переказами, старшим серед них, буцімто, був Кость Гілка. Від нього і назва Гільці. А частина села й нині називається Костівка. Село пережило кілька кримськотатарських набігів.

## Населення
Згідно з переписом УРСР 1989 року чисельність наявного населення села становила 955 осіб, з яких 435 чоловіків та 520 жінок.
За переписом населення України 2001 року в селі мешкало 914 осіб.

### Мова
Розподіл населення за рідною мовою за даними перепису 2001 року:
| Мова       | Відсоток |
| ---------- | -------- |
| українська | 98,01 %  |
| російська  | 1,77 %   |
| молдовська | 0,11 %   |

## Сьогодення
В селі діють бібліотека, сільський Будинок культури, загальноосвітня школа, дитячий садок, амбулаторія загальної практики сімейної медицини, поштове  відділення, 4 магазини, магазин-кафетерій. Обидва села газифіковані.
Гільці у 2006 році визнане переможцем всеукраїнського конкурсу «Населений пункт найкращого благоустрою і підтримки громадського порядку» і нагороджено перехідним Кубком та дипломом Кабінету Міністрів України І ступеня.
В селі діє СТОВ «Перемога» (2300 га ріллі, в 2013 році утримувало 1200 голів ВРХ, із них 500 корів, 50 коней, 220 бджолосімей, ставкове господарство).
2006 року при настоятельстві ієрея Романа Височанського та на кошти сім'ї Телевних (Василя Андрійовича та Валентини Андрєвної, а також за підтримки релігійної громади УПЦ і дирекції СТОВ Перемога) у Гільцях збудували та освятили Свято-Троїцьку церкву. Чин освячення звершив архієпископ Полтавський Филип.
Понад півстоліття в селі діє народний самодіяльний духовий оркестр.

## Відомі люди
- Альбиковський Микола Клеофасійович (1877 — після 1933) — український драматург, актор, театральний діяч.
- Павле́нко Раї́са Іва́нівна (до шлюбу Горбоконь) (15 січня 1937, с. Гільці Чорнухинського району Полтавської області) — Генеральний директор Національної наукової медичної бібліотеки України, Заслужений працівник культури України, має Орден княгині Ольги І, ІІ та ІІІ ступенів.
- Пацаль Андрій Іванович (1 вересня 1885 — 16 січня 1963, Херсон) — український просвітянин і кооператор на Катеринославщині.
- Попович Володимир Васильович (26 вересня 1954 року) - генерал-майор, миротворець місії ООН, голова асоціації миротворців України